# 三好智恵
三好智恵（みよし ちえ、1973年4月3日 - ）は日本の女子陸上競技選手。専門は棒高跳び。
愛媛県出身。中京大学卒。福岡県で開催された1998年アジア陸上競技選手権大会で棒高跳びで3位になっている。